# Camerata Richard
Camerata Richard è un brano musicale composto da Alvaro Ferrante De Torres e da Alberto Simeoni e musicato da Mario Ruccione nel 1940. 
Il brano viene composto nel 1940 e rappresenta un chiaro rimando alla firma del Patto d'Acciaio che sanciva l'alleanza tra la Germania nazista e l'Italia fascista e può essere quindi a ragione considerato un canto di propaganda politica. Le vicende di guerra raccontate nel testo hanno per protagonisti il soldato italiano Nicola Salvetti (napoletano di origine come si evince dalla frase vico Mezzocannone, 50 che rimanda a Via Mezzocannone realmente esistente nella città partenopea) e un anonimo soldato Richard, tedesco (e tu sei fidanzato a Berlino / abitante alla Krausenstrasse). I due, da buoni amici, si scambiano confidenze, si mostrano le foto dei figli, ma quando viene il momento di attaccare combattono insieme sino alla fine, stretti da un patto fraterno (Camerati d'una guerra, / camerati d'una sorte, / chi divide pane e morte, / più nessun lo scioglierà!...).